# Helena Demakova
Helena Demakova, née le 3 septembre 1959 à Riga (RSS de Lettonie), est une femme politique lettonne. Membre du Parti populaire, elle est ministre de la Culture entre 2004 et 2009.

## Biographie
En 1987, Helena Demakova sort diplômée du département d'études allemandes de la faculté de philologie de l’université de Lettonie. Elle travaille à la Bibliothèque nationale de Lettonie, et devient maître de conférences à l'université de Lettonie. De 1996 à 1997, elle est conseillère du Premier ministre sur les questions culturelles. En 2007, elle obtient une maîtrise de l'Académie de la culture de Lettonie.
Elle fait son entrée en politique en 1998, en signant le manifeste du Parti populaire. Sous la bannière du Parti populaire, elle est élue députée de la 7e (1998-2002) et 8e (2002-2006) Saeima. Le 9 mars 2004, Helena Demakova est nommée ministre de la Culture au sein du gouvernement d'Indulis Emsis et conserve le même poste au sein du cabinet d'Aigars Kalvītis. En octobre 2006, elle est réélue à la 9e Saeima et reste ministre de la Culture dans le deuxième gouvernement de Kalvitis puis dans celui de Ivars Godmanis. 
Parmi ses actions à ce poste, elle signe en 2005 une convention avec la Banque ABLV pour la création d'une collection d'art pour le futur musée d'Art contemporain de Lettonie. En 2006, est fondé l'orchestre de chambre Sinfonietta de Riga.
Elle exerce brièvement les fonctions de ministre des Affaires étrangères en 2007, après la démission d'Artis Pabriks.
Le 12 janvier 2009, elle démissionne du ministère de la Culture pour raisons de santé.

## Décoration
- Commandeur de l'ordre des Trois Étoiles en 2014.